# Ambasciata d'Ucraina in Belgio
Ambasciata d'Ucraina nel Regno del Belgio (in ucraino Посольство України в Королівстві Бельгія? Ambasciata d'Ucraina nel Regno del Belgio) è la missione diplomatica Ucraina in Belgio, che ha sede a Uccle, comune nella Regione di Bruxelles Capitale. Ambasciatore straordinario e plenipotenziario d'Ucraina in Belgio è Mykola Tochytskyi (dal 2016).

## Ambasciata
Il compito principale dell'Ambasciata d'Ucraina a Bruxelles è quello di rappresentare gli interessi dell'Ucraina, promuovere lo sviluppo di legami politici, economici, culturali, scientifici, nonché proteggere i diritti e gli interessi dei cittadini ucraini e delle persone giuridiche che si trovano nel territorio del Regno del Belgio e del Granducato di Lussemburgo.
L'Ambasciata contribuisce allo sviluppo delle relazioni diplomatiche tra Ucraina e Belgio, Ucraina e Granducato di Lussemburgo, per assicurare lo sviluppo armonioso delle relazioni reciproche e della cooperazione su questioni di interesse comune. L'Ambasciata svolge anche funzioni consolari.

## Storia
Dopo la proclamazione dell'indipendenza dell'Ucraina il 24 agosto 1991, il Belgio ha riconosciuto l'Ucraina il 31 dicembre 1991. Il 10 marzo 1992 furono stabilite le relazioni diplomatiche tra Ucraina e Belgio. Il Granducato del Lussemburgo riconobbe l'indipendenza dell'Ucraina insieme ad altri paesi dell'UE il 31 dicembre 1991. Le relazioni diplomatiche tra i due paesi sono state stabilite il 1º luglio 1992.

## Ambasciatori dell'Ucraina in Belgio
| N  | Durata      | Ambasciatore               | Immagine |
| -- | ----------- | -------------------------- | -------- |
| 1  | 1918        | Dmytro Levytsky            |          |
| 2  | (1919–1921) | Yakovliv Andriy Ivanovych  |          |
| 3  | 1992-1995   | Volodymyr Vasylenko        |          |
| 4  | 1995–1998   | Borys Tarasyuk             |          |
| 5  | 1998–2000   | Kostyantyn Hryshchenko     |          |
| 6  | 2000–2005   | Volodymyr Khandohiy        |          |
| 7  | 2005–2008   | Koval Jaroslav Hryhorovych |          |
| 8  | 2008–2010   | Bersheda Yevgen Romanovych |          |
| 9  | 2010–2015   | Ihor Dolhov                |          |
| 10 | 2016-       | Mykola Tochytskyi          |          |